# L'Ivresse de l'argent
Pour plus de détails, voir Fiche technique et Distribution.
L'Ivresse de l'argent (hangeul : 돈의 맛 ; RR : Don-eui Mat) est un film dramatique sud-coréen écrit et réalisé par Lim Sang-soo, sorti en 2012.
Le film a été présenté en sélection officielle au Festival de Cannes 2012.

## Synopsis
L'Ivresse de l'argent : Youngjak est le secrétaire de Madame Baek, dirigeante d’un puissant empire industriel coréen. Il est chargé de s’occuper des affaires privées de cette famille à la morale douteuse. Pris dans une spirale de domination et de secrets, perdu entre ses principes et la possibilité de gravir rapidement les échelons vers une vie plus confortable, Youngjak devra choisir son camp, afin de survivre dans cet univers où argent, sexe et pouvoir sont rois…

## Fiche technique
- Titre original : 돈의 맛
- Titre international : The Taste of Money
- Titre français : L'Ivresse de l'argent'
- Réalisation : Lim Sang-soo
- Scénario : Lim Sang-soo
- Décors : Kim Yeong-hee et Kim Joon
- Photographie :  Kim Woo-hyeong
- Montage :  Lee Eun-su
- Musique : Kim Hong-jib
- Production : Lee Nam-hui
- Société de production : Lotte Entertainment
- Société de distribution : IFC Films
- Pays d'origine : Corée du Sud
- Langue originale : coréen, anglais et tagalog
- Format : couleur - 2.35 : 1 - Dolby - 35 mm
- Genre : drame
- Durée : 114 minutes
- Dates de sortie :
  -  Corée du Sud : 17 mai 2012
  -  France : 26 mai 2012 (Festival de Cannes 2012)
  -  France : 23 janvier 2013

## Distribution
- Kim Kang-woo : Joo Young-Jak
- Baek Yoon-shik : le président Yoon
- Yoon Yeo-jeong : Baek Geum-Ok
- Kim Hyo-jin : Yoon Na-Mi
- On Joo-wan : Yoon-cheol
- Kal So-won : Ri-ni

## Distinctions

### Récompense
- Buil Film Awards 2012 : Meilleure musique (Kim Hong-jib)

### Nominations
- Sélection officielle en compétition au Festival de Cannes 2012
- Buil Film Awards 2012 :
  - Meilleure actrice dans un second rôle (Kim Hyo-jin)
  - Meilleure actrice dans un second rôle (Yoon Yeo-jeong)
  - Meilleur directeur de la photographie (Kim Woo-hyeong)
  - Meilleur décorateur (Kim Yeong-hee et Kim Joon)